# ジャック・バーンズ (コメディアン)
ジャック・バーンズ（Jack Burns、1933年11月15日 - 2020年1月27日）は、アメリカ合衆国のコメディアン、俳優。1960年代に最初はジョージ・カーリンと、続いてエイブリー・シュライバーとコンビを組んでのスタンダップコメディ（アメリカ風漫才ショー）で活躍した。その後、テレビ番組プロデューサーに転身し、『マペット・ショー』や、『Hee Haw』などを手掛けた。

## 出演作品
- アトランティック・マネー

## 脚本
- マペットの夢みるハリウッド